# Regina Sofía a Spaniei
Sofía a Greciei (Sofía Margarita Victoria Federica; n. 2 noiembrie 1938) este fiica regelui Paul I al Greciei și soția regelui Juan Carlos I al Spaniei. A fost regina Spaniei pe durata domniei soțului ei (22 noiembrie 1975 - 19 iunie 2014).

## Copilărie și tinerețe
Prințesa Sofia a Greciei și Danemarcei s-a născut la Psychiko, Atena, Grecia la 2 noiembrie 1938, fiind primul copil al regelui Paul I al Greciei și al reginei Frederika. Sofia aparține Casei de Schleswig-Holstein-Sonderburg-Glücksburg. Atât din partea tatălui, cât și din partea mamei, este strănepoată a reginei Victoria a Marii Britanii. Fratele ei este regele Constantin al II-lea al Greciei, care a fost deposedat de tron. După abolirea monarhiei, titlurile regale nu au mai fost recunoscute de Constituția Greciei.
Prințesa Sofia și-a petrecut copilăria în Egipt și Africa de Sud, unde familia și-a petrecut exilul în timpul celui de-al Doilea Război Mondial. S-au întors în Grecia în 1946. Sofia a absolvit prestigioasa școală „Schule Schloss Salem” din sudul Germaniei, apoi a studiat puericultură, arte și arheologie la Atena și la Cambridge.
Prințesa Sofia a reprezentat Grecia la navigație la Jocurile Olimpice din 1960. Pe lângă greacă și spaniolă, Sofia mai vorbește franceza, engleza și germana.

## Căsătorie și copii
La 14 mai 1962 Prințesa Sofia a Greciei și Danemarcei s-a căsătorit la Atena cu Infantele Juan Carlos al Spaniei, pe care l-a întâlnit într-o croazieră în insulele grecești în 1954. Prin această căsătorie a renunțat la pretențiile la tronul Greciei și s-a convertit de la ortodoxism la religia romano-catolică. Transliterarea latină a numelui ei grecesc (Σοφία), „Sofia”, a fost atunci modificată în varianta spaniolă „Sofía”.
Sofía și Juan Carlos au trei copii și opt nepoți:
- Elena (Ducesă de Lugo), n. 1963, a fost căsătorită cu Jaime de Marichalar și au doi copii: Felipe Juan Froilán și Victoria Federica
- Cristina, n. 1965, este căsătorită cu Iñaki Undangarín și au patru copii: Juan, Pablo, Miguel și Irene
- Felipe, n. 1968, actualul rege al Spaniei. Este căsătorit cu Letizia Ortiz și au doi copii: infanta Leonor și infanta Sofía.

## Îndatoriri regale
La 19 iulie 1969, Francisco Franco l-a desemnat ca succesor al său pe Juan Carlos. Acesta a fost proclamat rege al Spaniei la 22 noiembrie 1975, după moartea lui Franco.
De-a lungul domniei soțului ei, regina Sofía l-a însoțit în vizite oficiale și la diferite evenimente, însă a avut de asemenea activități pe cont propriu. Este președinte executiv al Fundației Regina Sofía, înființare în 1977, și care activează în domenii precum imigrația, educația, asistența socială și protecția mediului. De asemenea este președinte de onoare al Consiliului Regal pentru îngrijirea și educația persoanelor cu handicap din Spania, precum și al Fundației spaniole pentru ajutorarea dependenților de droguri. S-a implicat în mod deosebit în programele împotriva dependenței de droguri, participând la numeroase conferințe pe această temă, atât în Spania, cât și în străinătate. De asemenea, s-a implicat în programe de dezvoltare a zonelor rurale, fiind în special interesată de situația femeilor și a copiilor.
A participat de mai multe ori la reuniunile grupului Bilderberg.
Mai multe muzee, centre de expoziții, școli de muzică și spitale din Spania îi poartă numele.
Regina Sofía reprezintă adesea familia regală spaniolă la nunți regale europene, cele mai recente fiind nunta Prințesei Moștenitoare Victoria a Suediei cu Daniel Westling în 2010 și nunta Prințului William, Duce de Cambridge cu Kate Middleton din 2011.
Pasionată de sport, regina a participat la finala masculină de tenis de câmp de la Wimbledon din 2010, câștigată de spaniolul Rafael Nadal; de asemenea, a participat la Cupa Mondială FIFA 2010 unde echipa Spaniei a primit trofeul de campioană mondială.
La 19 iunie 2014, regele Juan Carlos a abdicat, pe tronul Spaniei urcând fiul lui și al Sofíei, regele Felipe al VI-lea și soția acestuia, regina Letizia. Cu toate acestea, după abdicare, Juan Carlos și Sofía și-au păstrat titlul onorific de rege, respectiv regină, potrivit unui decret regal în acest sens, emis la 13 iunie 2014.